# Instituto de Computação da Universidade Estadual de Campinas
O Instituto de Computação (IC), inicialmente o Departamento de Ciência da Computação do Instituto de Matemática, Estatística e Ciência da Computação, é uma das unidades da Universidade Estadual de Campinas (UNICAMP). Tem sob sua responsabilidade o ensino e a pesquisa na área de tecnologia da informação e teoria da computação. Está localizada no câmpus de Barão Geraldo, Campinas, São Paulo.
Oferece os cursos de bacharelado, mestrado e doutorado em Ciência da Computação (sendo o bacharelado no período noturno) e o curso de Engenharia da Computação no período integral em conjunto com a Faculdade de Engenharia Elétrica e de Computação (FEEC).

## Histórico
As origens do instituto remontam ao ano de 1969 quando a Unicamp criou o curso de bacharelado em Ciência da Computação, o primeiro do país. Neste ano foi criado o Departamento de Ciência da Computação (DCC) dentro do Instituto de Matemática, Estatística e Computação Científica (IMECC). Em março de 1996 deixou de fazer parte do IMECC para ser a vigésima unidade da universidade.

## Departamentos
O IC, em sua estrutura interna, possui três departamentos:
- DSC - Departamento de Sistemas de Computação
- DSI - Departamento de Sistemas de Informação
- DTC - Departamento de Teoria da Computação

## Laboratórios
No IC, vinculados ao departamentos supracitados, estão presentes diversos laboratórios de pesquisa:
- LASCA - Laboratório de Segurança e Criptografia (site)
- LBI - Laboratory for Bioinformatics (site)
- LCA - Laboratório de Criptografia Aplicada (site)
- LIS - Laboratory of Information Systems (site)
- LIV - Laboratório de Informática Visual, agrega pesquisadores nas áreas de Computação Gráfica, Processamento de Imagens, Reconhecimento de Padrões, Visão Computacional, Recuperação por conteúdo (CBIR), Geometria Computacional e Inteligência Artificial. O laboratório começou a funcionar no primeiro semestre de 2005.(site)
- LMS - Laboratório de Software da Microsoft Corporation (site)
- LRC - Laboratório de Redes de Computadores (site)
- LSC - Laboratório de Sistemas de Computação (site)
- LSD - Laboratório de Sistemas Distribuídos (site)
- LOCO - Laboratório de Otimização Combinatória (site)
- H.IAAC - Hub de Inteligência Artificial e Arquiteturas Cognitivas (site)

## Projetos
- Brazil IP